# Доманей
Доманей (перс. دمني) — село в Ірані, у дегестані Чагар-Чешме, у бахші Камаре, шагрестані Хомейн остану Марказі. За даними перепису 2006 року, його населення становило 784 особи, що проживали у складі 200 сімей.

## Клімат
Середня річна температура становить 12,41 °C, середня максимальна – 31,35 °C, а середня мінімальна – -9,96 °C. Середня річна кількість опадів – 258 мм.
| Клімат поселення                              | Клімат поселення | Клімат поселення | Клімат поселення | Клімат поселення | Клімат поселення | Клімат поселення | Клімат поселення | Клімат поселення | Клімат поселення | Клімат поселення | Клімат поселення | Клімат поселення | Клімат поселення |
| Показник                                      | Січ.             | Лют.             | Бер.             | Квіт.            | Трав.            | Черв.            | Лип.             | Серп.            | Вер.             | Жовт.            | Лист.            | Груд.            |                  |
| Середній максимум, °C                         | 8,22             | 10,26            | 14,79            | 19,79            | 24,91            | 30,27            | 31,35            | 31,27            | 26,91            | 21,17            | 14,99            | 8,99             |                  |
| Середня температура, °C                       | −0,87            | 1,16             | 5,70             | 10,72            | 15,80            | 21,18            | 24,74            | 24,67            | 20,32            | 14,58            | 8,40             | 2,39             |                  |
| Середній мінімум, °C                          | −9,96            | −7,92            | −3,38            | 1,62             | 6,73             | 12,10            | 18,17            | 18,10            | 13,74            | 8,00             | 1,82             | −4,19            |                  |
| Норма опадів, мм                              | 42               | 40               | 47               | 32               | 23               | 3                | 1                | 1                | 0                | 7                | 25               | 37               |                  |
| Середньомісячна швидкість вітру, м/с          | 1.36             | 1.95             | 2.90             | 2.85             | 2.68             | 2.51             | 2.50             | 2.27             | 2.22             | 2.08             | 1.73             | 1.33             |                  |
| Середньомісячна сонячна радіація, кДж/м²·день | 9671             | 12899            | 15378            | 18654            | 22571            | 26780            | 25777            | 24347            | 21532            | 16127            | 11424            | 9394             |                  |
| --------------------------------------------- | ---------------- | ---------------- | ---------------- | ---------------- | ---------------- | ---------------- | ---------------- | ---------------- | ---------------- | ---------------- | ---------------- | ---------------- | ---------------- |
| Джерело:                                      |                  |                  |                  |                  |                  |                  |                  |                  |                  |                  |                  |                  |                  |